# Everticyclammina
Everticyclammina es un género de foraminífero bentónico de la familia Everticyclamminidae, de la superfamilia Loftusioidea, del suborden Loftusiina y del orden Loftusiida. Su especie tipo es Everticyclammina hensoni. Su rango cronoestratigráfico abarca desde el Oxfordiense superior (Jurásico superior) hasta el Cenomaniense (Cretácico superior).

## Discusión
Clasificaciones previas incluían Everticyclammina en la subfamilia Buccicrenatinae de la familia (Cyclamminidae de la superfamilia Loftusioidea , así como en el suborden Textulariina del orden Textulariida o en el orden Lituolida.

## Clasificación
Everticyclammina incluye a las siguientes especies:
- Everticyclammina contorta †
- Everticyclammina eccentrica †
- Everticyclammina elegans †
- Everticyclammina elongata †
- Everticyclammina hensoni †
- Everticyclammina irregularis †
- Everticyclammina kelleri †
- Everticyclammina minuta †
- Everticyclammina praekelleri †
- Everticyclammina praevirguliana †
- Everticyclammina virguliana †